# DoT-LAN
DoT-LAN (DoT steht für „Days of Thunder“) ist der Name einer österreichischen LAN-Party, die seit dem Jahr 2000 in Ried im Innkreis jährlich stattfindet. Die Veranstaltung des Jahres 2004 war laut Angaben des Veranstalters mit gezählten 873 Teilnehmern die größte je in Österreich veranstaltete LAN-Party bis zur VulkanLAN23 mit 925 Teilnehmern in Graz.

## Veranstalter
Veranstalter der DoT-LANs ist der Verein Entertainment Incorporated (kurz E-INC), der am 11. November 2004 gegründet wurde, um Jugendlichen – nicht nur durch LAN-Partys – Möglichkeiten der Freizeitgestaltung im Bereich der neuen Medien zu bieten. Dieser Verein hat sich aus den Mitgliedern des ursprünglichen Veranstalterteams entwickelt, die vor der Gründung des Vereins die Veranstaltungen als Privatpersonen organisierten. E-INC hat zurzeit 20 Mitglieder, die den Verein aktiv durch Mithilfe bei Veranstaltungen unterstützen.

## Geschichte
Die Veranstaltungsserie DoT-LAN gibt es seit dem Jahr 2000 – die erste Veranstaltung trug den Namen DoT2k. Die Bezeichnung mit angehängter Jahreszahl in Kilo-Schreibweise wurde beibehalten und fortgesetzt. Im Jahr 2005 wurden als Vorbereitung zur DoT2k5 zwei weitere Partys durchgeführt, die den Namen DoT-Lite#1 und DoT-Lite#2 trugen.

### DoT2k
| Factbox    | Factbox               |
| ---------- | --------------------- |
| Datum      | 25. – 27. August 2000 |
| Location   | Messehalle 13         |
| Teilnehmer | 70                    |
| Liga       | keine                 |
| LAN-System | keines                |

Die DoT2k war die erste LAN-Party der späteren Reihe und wurde mit nur zwei Monaten Vorbereitungszeit durchgeführt. Die Sitzplatz-Sektoren wurden nicht wie üblich in H-Form, sondern in Kreisform aufgestellt. Dies wurde ein Markenzeichen der späteren DoT-Lans.

### DoT2k1
| Factbox    | Factbox             |
| ---------- | ------------------- |
| Datum      | 27. – 29. Juli 2001 |
| Location   | Messehalle 17       |
| Teilnehmer | 180                 |
| Liga       | WWCL                |
| LAN-System | self-made           |

Die DoT2k1 war die erste DoT-LAN in der Messehalle 17 und musste wegen der Rieder Herbstmesse einen Monat früher durchgeführt werden. Diese Halle 17 eignet sich wegen ihrer Fensterlosigkeit und der eingebauten Klimaanlage perfekt für LAN-Partys.

### DoT2k2
| Factbox    | Factbox               |
| ---------- | --------------------- |
| Datum      | 28. – 30. August 2002 |
| Location   | Messehalle 8          |
| Teilnehmer | 220                   |
| Liga       | WWCL                  |
| LAN-System | LANSurfer             |

Wiederum wegen der Herbstmesse musst die DoT im Jahr 2002 die Halle wechseln und in der Halle 8 durchgeführt werden. Erstmals gab es bei der DoT2k2 ein rund um die Uhr Catering direkt in der Halle.

### DoT2k3
| Factbox    | Factbox             |
| ---------- | ------------------- |
| Datum      | 25. – 27. Juli 2003 |
| Location   | Messehalle 17       |
| Teilnehmer | 250                 |
| Liga       | WWCL                |
| LAN-System | LANSurfer           |

Die DoT2k3 konnte wieder in der Halle 17 der Rieder Messe durchgeführt werden. Die LAN war dieses Mal überbucht, konnte jedoch auf Grund der platzverschwenderischen, kreisförmigen Anordnung der Sektoren nicht mehr vergrößert werden.

### DoT2k4
| Factbox    | Factbox               |
| ---------- | --------------------- |
| Datum      | 27. – 29. August 2004 |
| Location   | Messehalle 14/15      |
| Teilnehmer | 873                   |
| Liga       | NGL                   |
| LAN-System | PHPChrystal           |

Die DoT2k4 wurde ursprünglich mit 500 Personen geplant, musste jedoch auf Grund des enormen Andrangs um 300 Plätze aufgestockt werden und wurde letztlich laut Angaben des Veranstalters zur größten je in Österreich veranstalteten LAN-Party.

### DoT Lite#1
| Factbox    | Factbox               |
| ---------- | --------------------- |
| Datum      | 21. – 23. Jänner 2005 |
| Location   | Messehalle 17         |
| Teilnehmer | 80                    |
| Liga       | keine                 |
| LAN-System | DOTLAN                |

### DoT Lite #2
| Factbox    | Factbox              |
| ---------- | -------------------- |
| Datum      | 15. – 17. April 2005 |
| Location   | Messehalle 17        |
| Teilnehmer | 120                  |
| Liga       | NGL                  |
| LAN-System | DOTLAN               |

### DoT2k5
| Factbox    | Factbox                         |
| ---------- | ------------------------------- |
| Datum      | 30. September – 2. Oktober 2005 |
| Location   | Messehalle 14/15                |
| Teilnehmer | 800                             |
| Liga       | WWCL                            |
| LAN-System | DOTLAN                          |

Nach der erfolgreichen DoT2k4 wurde im Jahr 2005 das Projekt DoT2k5 gestartet. Eine absolute Neuheit auf der DoT2k5 war eine eigene Eventhalle, in der abseits vom Computer Unterhaltung im Bereich der neuen Medien angeboten wurde. Außerdem wurden Sideacts auf einer Eventbühne präsentiert und Spiele der ESL Live übertragen.

### DoT2k6
| Factbox    | Factbox                |
| ---------- | ---------------------- |
| Datum      | 1. – 3. September 2006 |
| Location   | Messehalle 16/17       |
| Teilnehmer | 446                    |
| Liga       | WWCL                   |
| LAN-System | DOTLAN                 |

Nach dem organisatorischen Aufwand der letzten Jahre gönnte sich das Team von E-INC eine Auszeit und veranstaltete die DoT2k6 unter dem Motto „Half people - full quality“. So wurde zwar die Teilnehmeranzahl auf die Hälfte reduziert, man blieb jedoch bei Specials wie z.Bsp. einer eigenen Eventhalle oder den ESL.Alpen EPS-Lan-Relegations.

### DoT2k7
| Factbox    | Factbox             |
| ---------- | ------------------- |
| Datum      | 27. – 29. Juli 2007 |
| Location   | Messehalle 16/17    |
| Teilnehmer | 540                 |
| Liga       | WWCL                |
| LAN-System | DOTLAN              |

Unter dem Motto „The Summer Is Here“ wurde 2007 das Konzept des Vorjahres beibehalten, bei gleicher Teilnehmerzahl ein noch größeres Unterhaltungsangebot zu bieten. Neben der Eventhalle konnte man sich erstmals in Österreich auf einer einzigen Veranstaltung für alle lizenzierten Spiele der WCG zum österreichischen National Final qualifizieren.

### DoT2k9
| Factbox    | Factbox                        |
| ---------- | ------------------------------ |
| Datum      | 24. – 26. Juli 2009            |
| Location   | Messehalle 16/17               |
| Teilnehmer | 500                            |
| Liga       | LGz, EAMASTERS, WCG Qualifyier |
| LAN-System | DOTLAN                         |

## Trivia
Im Jahr 2008 wurde aus persönlichen Gründen seitens des Veranstalterteams eine Pause eingelegt, es fand dabei keine DoT-Lan statt. Am 1. Januar 2009 wurde jedoch die Website zur DoT2k9 online gestellt und damit die Fortsetzung der Reihe angekündigt. Innerhalb nur weniger Stunden meldeten sich über 100 Teilnehmer an. Derzeit werden laufend Neuigkeiten zur kommenden Lan-Party bekannt gegeben.